# Katanyobwa
Katanyobwa är ett periodiskt vattendrag i Burundi.   Det ligger i provinsen Bururi, i den sydvästra delen av landet, 60 kilometer söder om huvudstaden Bujumbura.
Omgivningarna runt Katanyobwa är en mosaik av jordbruksmark och naturlig växtlighet. Runt Katanyobwa är det ganska tätbefolkat, med 207 invånare per kvadratkilometer.